# Hvězdora

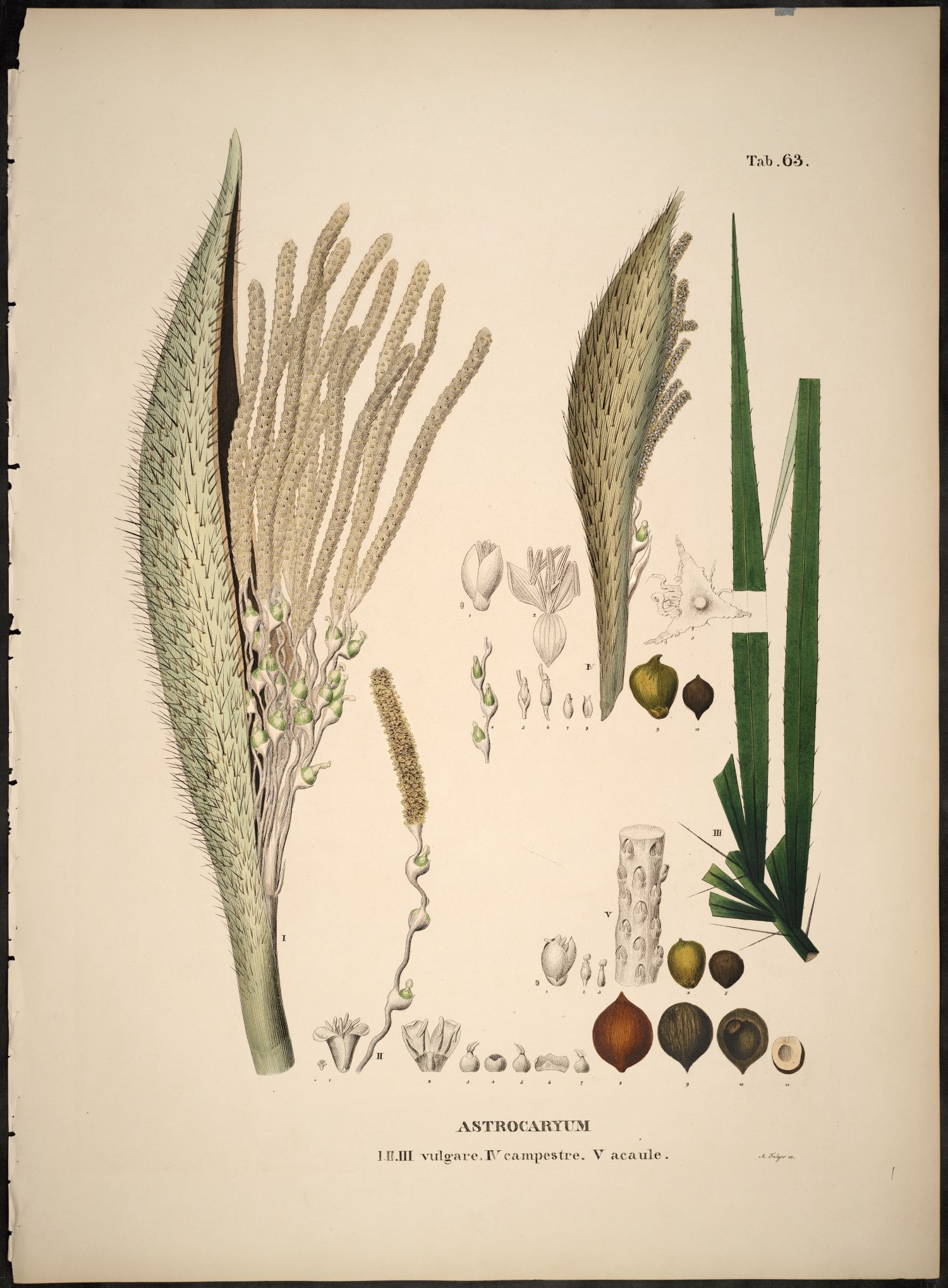
Botanická ilustrace Astrocaryum campestre z roku 1823

Hvězdora (Astrocaryum) je středně velký rod palem, který se vyskytuje v počtu 39 druhů výhradně v tropické Americe. Rostou zejména v podrostu nížinných tropických deštných lesů. Centrum druhové diverzity je v Amazonii. Hvězdory mají zpeřené listy a je pro ně charakteristické otrnění kmene i jiných částí dlouhými a úzkými trny.
Amazonští Indiáni vyhledávají plody těchto palem jako zdroj potravy a vysazují je i poblíž sídel. Některé druhy poskytují olej, vlákna, palmové zelí a pod. Jako okrasné palmy se téměř nepěstují.

## Popis
Hvězdory jsou jednodomé, nízké až vzrůstné, jednotlivě nebo trsnatě rostoucí palmy. Kmen je pokrytý štíhlými trny orientovanými do několika směrů. Zprvu bývá zakrytý listovými bázemi, později často olysává a odhaluje kruhovité listové jizvy. Některé druhy mají kmen podzemní a jsou proto zdánlivě bezkmenné. Listy jsou pravidelně nebo nepravidelně zpeřené, s reduplikátními jednožilnými úkrojky, velmi krátce až dlouze řapíkaté, na rubu zpravidla šedavě bílé. Řapíky a někdy i okraje listů jsou trnité. Listové pochvy jsou otevřené a netvoří proto na vrcholu kmene válcovitou strukturu charakteristickou pro řadu jiných palem. Květenství vyrůstají jednotlivě mezi listy. Jsou jednoduše větvená na množství větví s přisedlými květy, podepřená velkým, zpravidla hustě trnitým listenem, zprvu vzpřímená, později převislá, s dlouhou trnitou stopkou. Květy jsou jednopohlavné, s trojčetným kalichem a korunou. Samčí květy mají drobný kalich a mnohem větší korunu a je v nich většinou 6 (3 až 12) tyčinek. Samičí květy jsou mnohem větší než samčí, s miskovitým až baňkovitým kalichem a korunou rozličné velikosti. Semeník obsahuje obsahuje 3 komůrky, v nichž je po 1 vajíčku. Plodem je kulovitá až podlouhlá peckovice, na povrchu pokrytá trny nebo beztrnná, s tlustostěnnou tvrdou peckou.

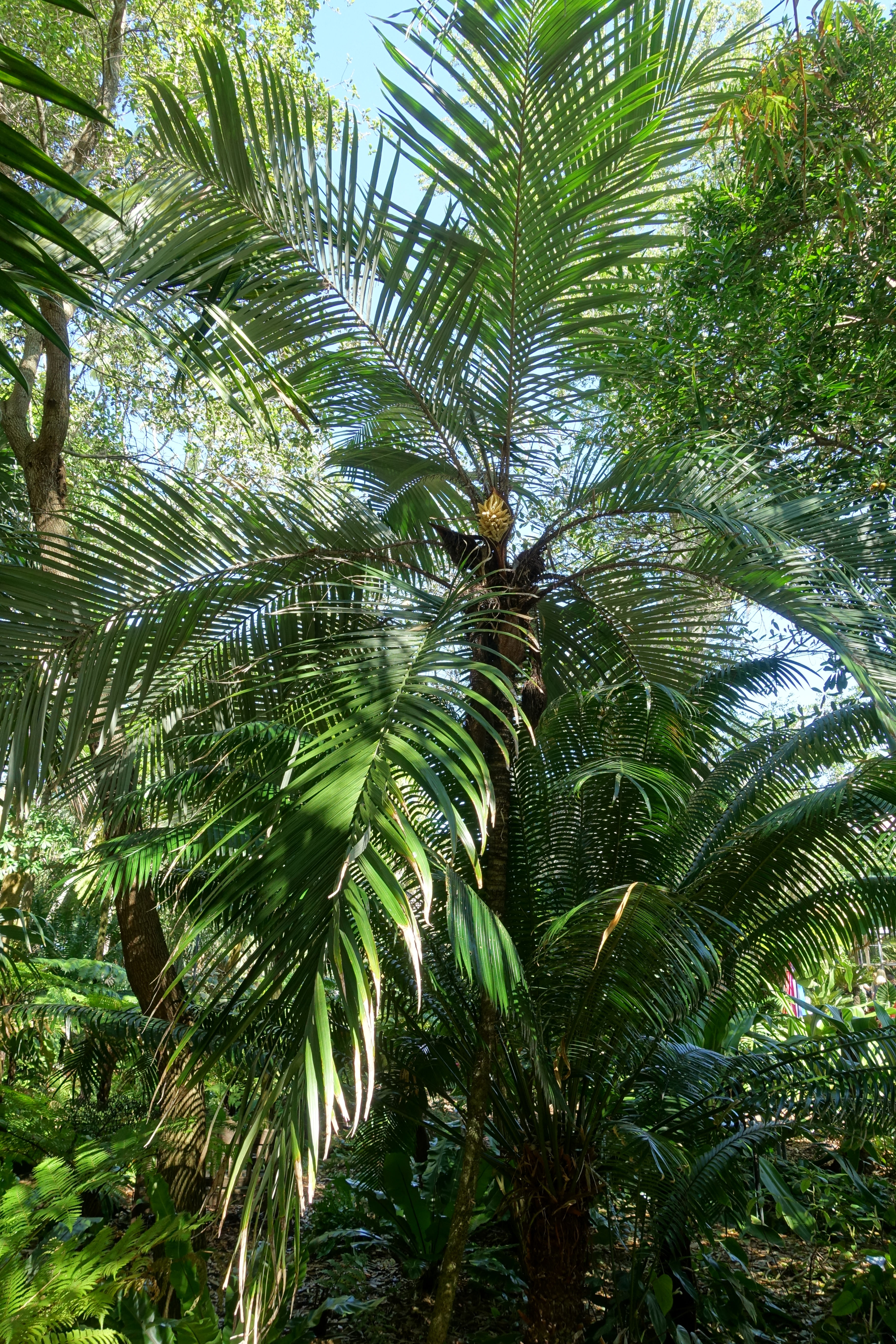
Hvězdora Astrocaryum mexicanum
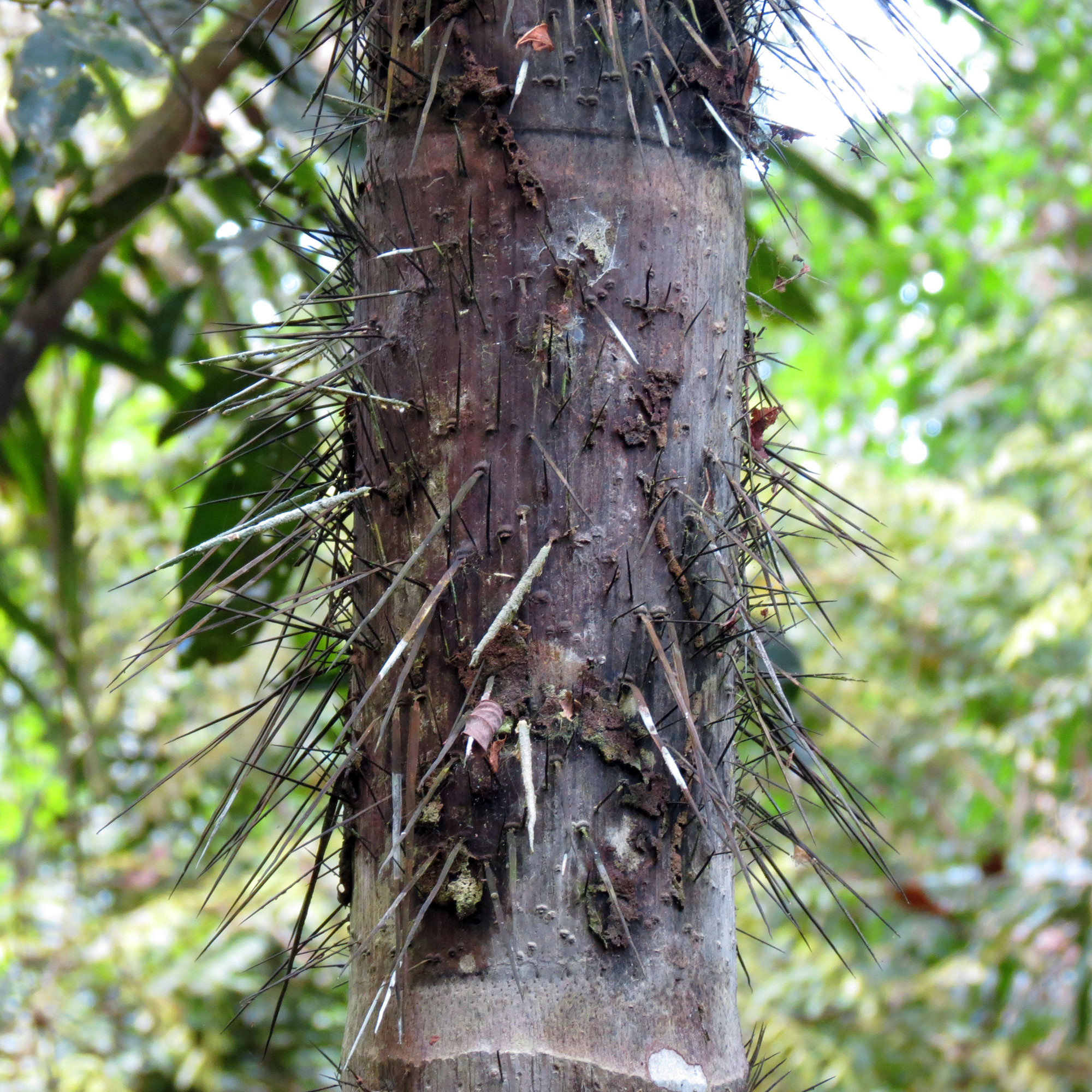
Trnitý kmen Astrocaryum standleyanum
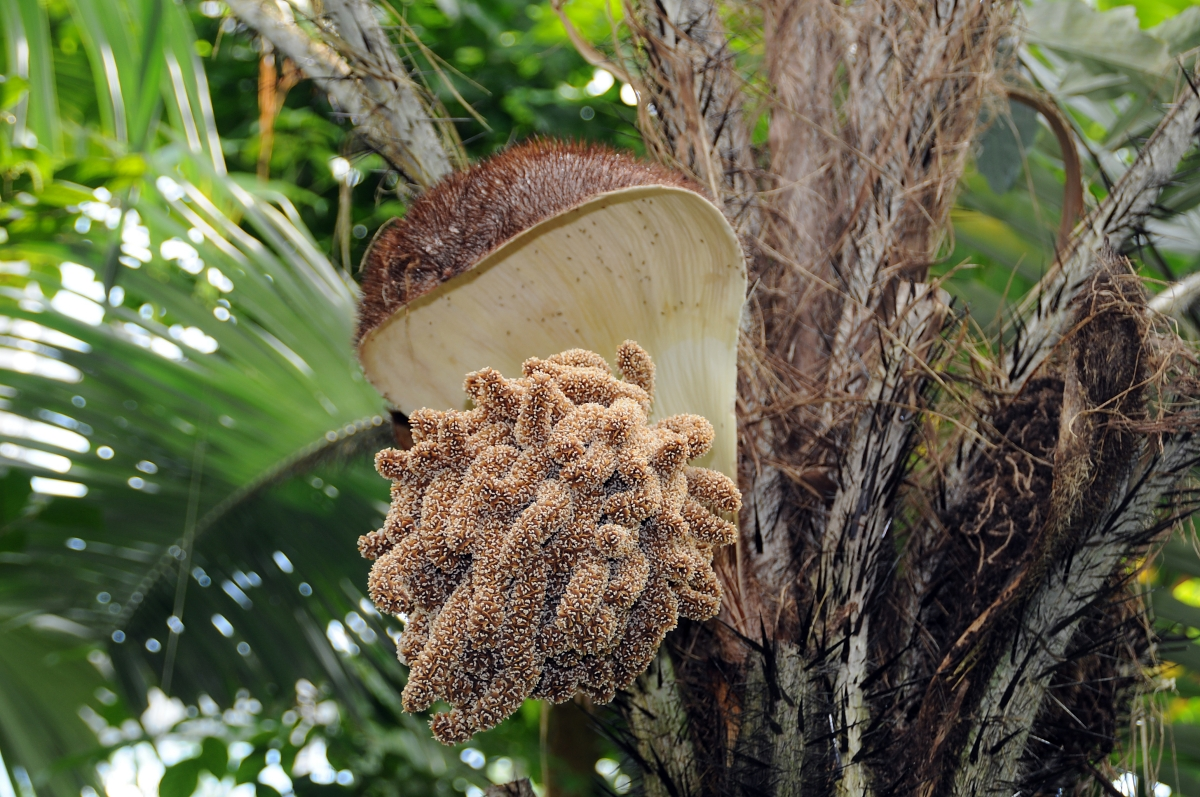
Květenství Astrocaryum mexicanum
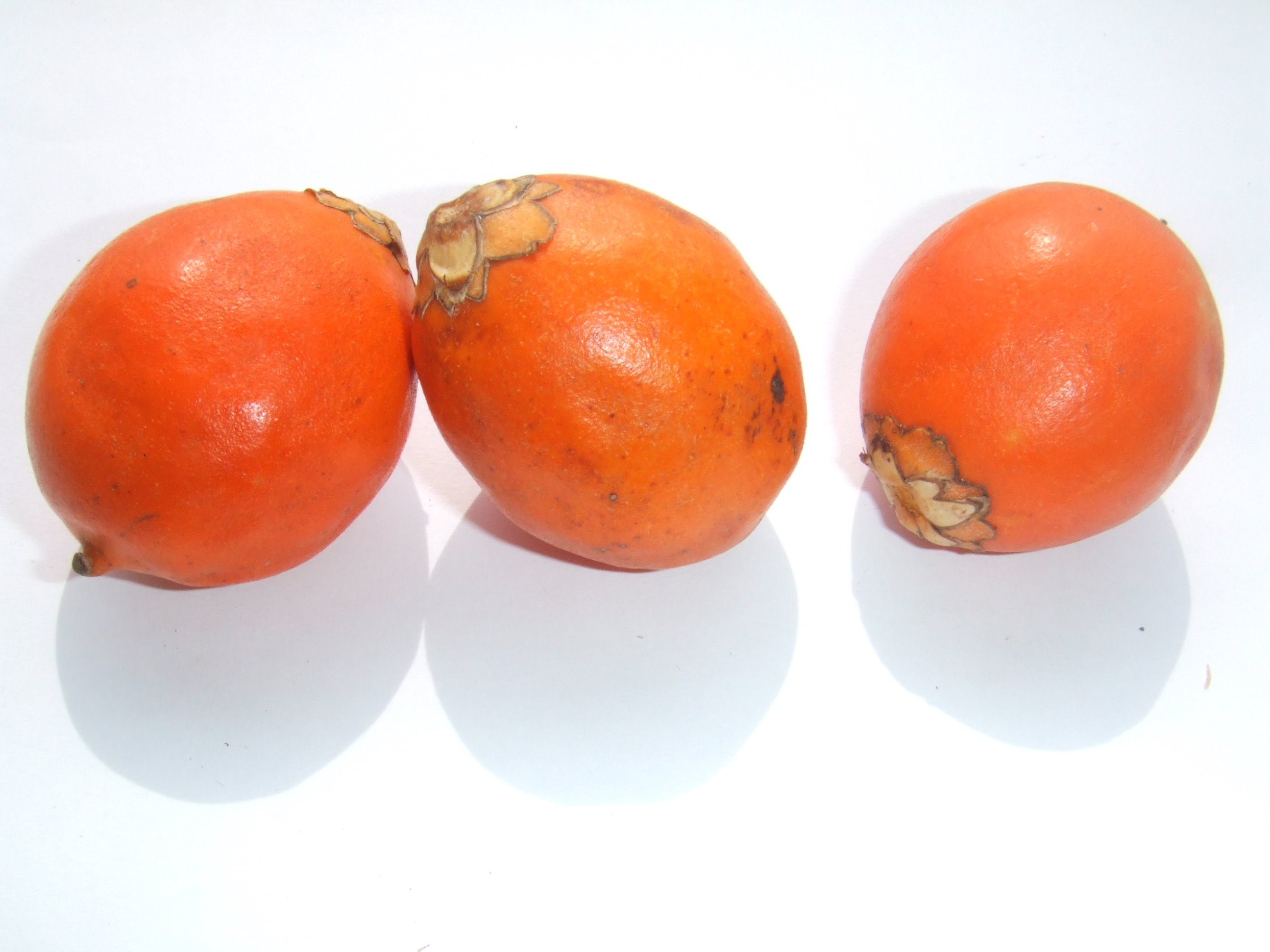
Plody hvězduchy obecné (Astrocaryum vulgare)

## Rozšíření
Do rodu hvězdora je řazeno celkem 39 druhů. Je rozšířen výhradně v tropické Americe. Areál rodu sahá od středního Mexika přes Střední Ameriku po Bolívii a jihovýchodní Brazílii. V Karibiku není zastoupen s výjimkou druhu Astrocaryum aculeatum, který zasahuje na Trinidad. Centrum druhové diverzity je v oblasti Amazonie. Ve Střední Americe roste jen několik druhů, v Mexiku pouze Astrocaryum mexicanum.
Hvězdory rostou na široké škále především nížinných biotopů. Některé druhy se vyskytují ve stinném podrostu primárních tropických deštných lesů, jiné vyhledávají světlá stanoviště na lesních okrajích, v sekundární vegetaci nebo při březích řek. Vyskytují se i na stromových savanách. V nížinné Amazonii náležejí hvězdory k hojně zastoupeným a charakteristickým rodům palem.

## Ekologické interakce
Květy hvězdor jsou opylovány zejména brouky z čeledí nosatcovití, lesknáčkovití (např. rod Mystrops) a vrubounovití (Cyclocephala, Erioscelis, Mimeoma), kteří vyhledávají nektar a pyl. Navštěvuje je hojně i jiný hmyz, jmenovitě blanokřídlí, octomilky, klopušky aj. Samoopylení je zabráněno protandrií (prašníky dozrávají a vypráší se dříve než dozrají blizny).
V tropické Americe jsou hvězdory živnými rostlinami housenek některých motýlů z čeledi soumračníkovití (Carystoides basoches, Carystus senex, Moeros moeros) a babočkovití (Brassolis astyra, B. sophorae, Opsiphanes quiteria).
Semena jsou šířena pozemními obratlovci (zejména hlodavci) konzumujícími plody. Zajímavá vazba byla zjištěna u druhu Astrocaryum standleyanum. Plody tohoto druhu jsou masivně napadány a destruovány mandelinkovitými brouky rodu Caryobruchus. Plody ale vyhledává také hlodavec aguti středoamerický (Dasprocta punctata), který před zahrabáním plodu zkonzumuje dužninu s broučími larvami a vajíčky dříve, než se prožerou k semeni a zničí jej, a jeho klíčivost proto zůstává zachována.

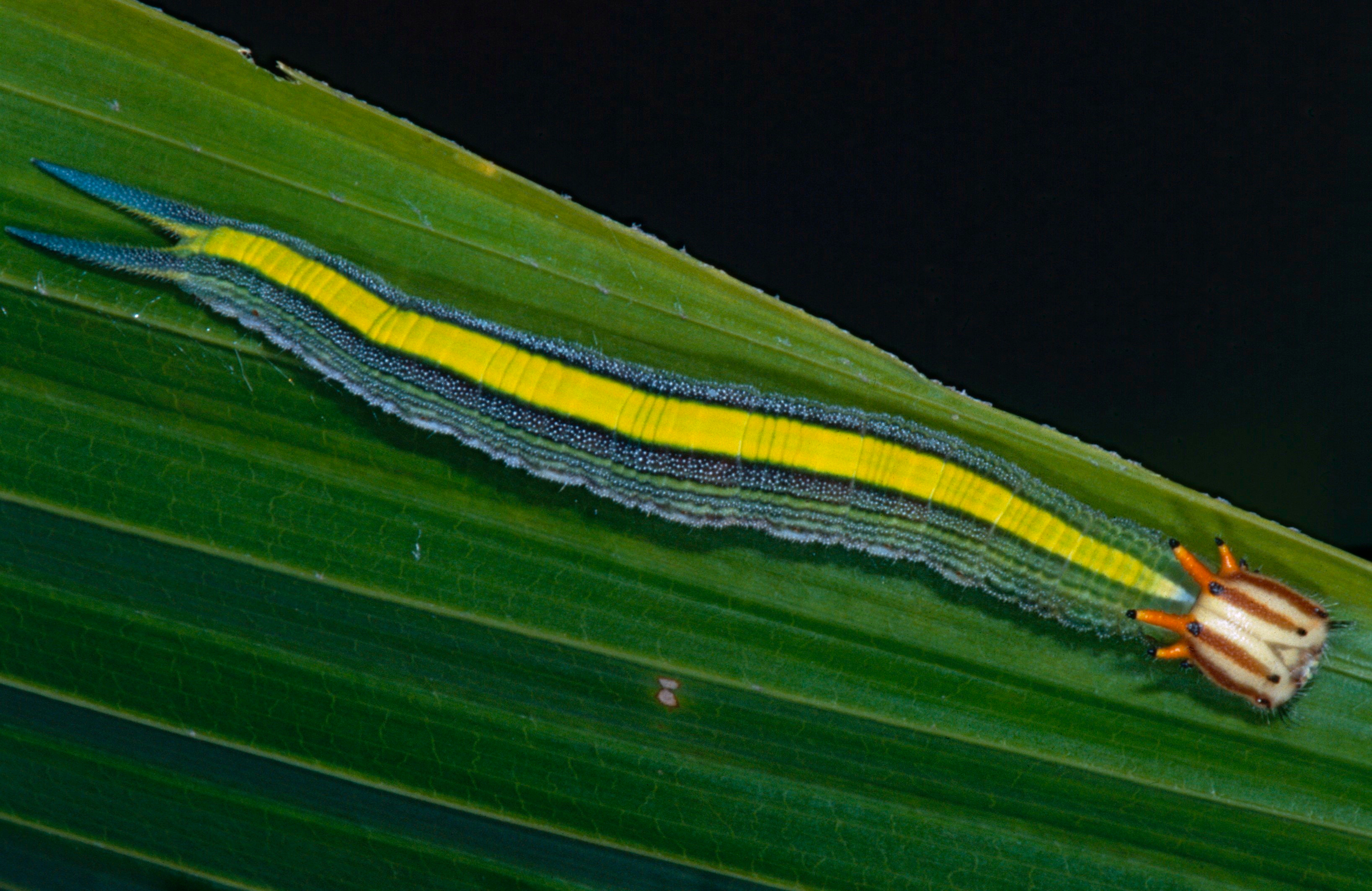
Podivná housenka babočky Opsiphanes quiteria
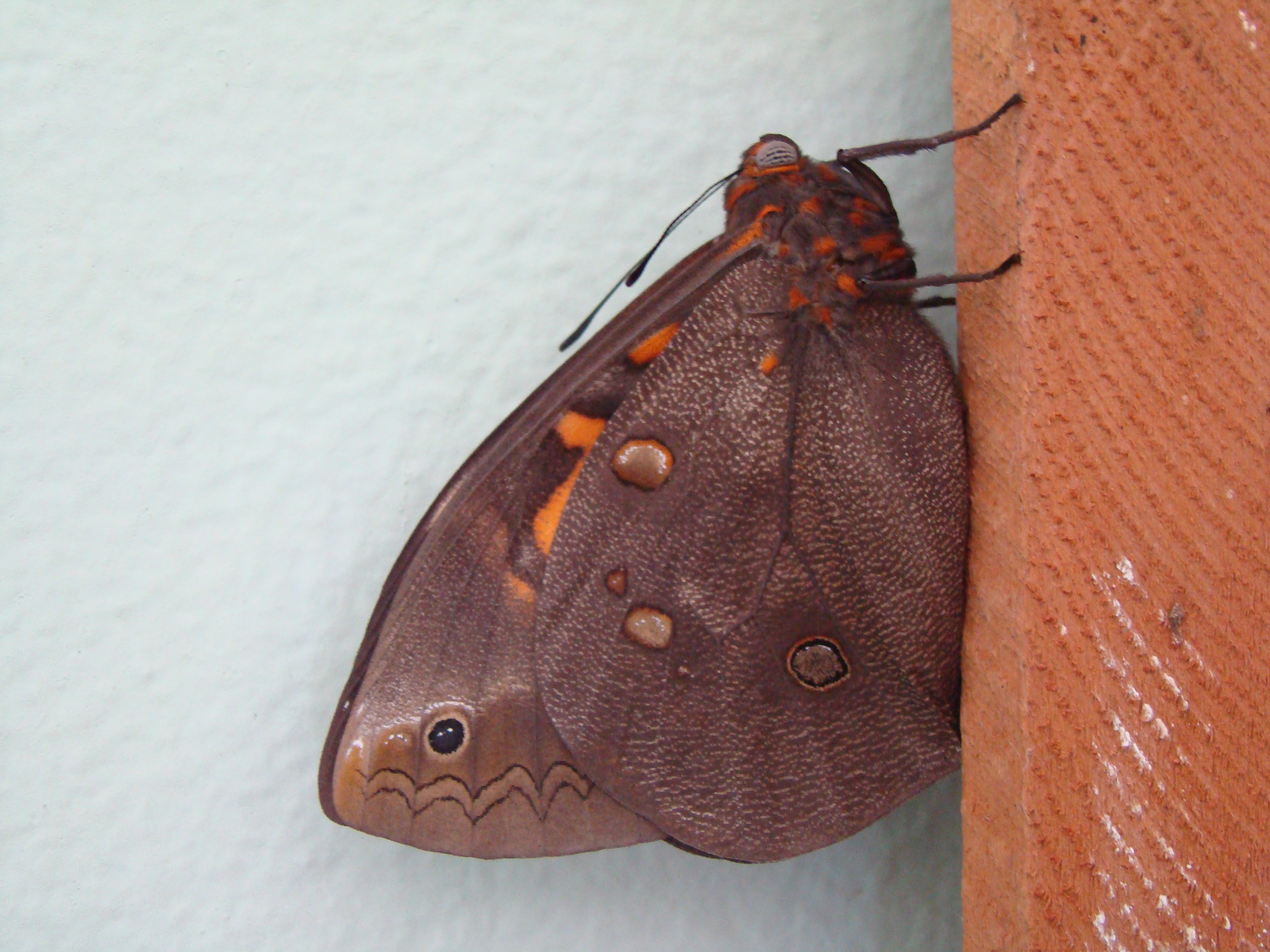
Babočka Brassolis sophorae
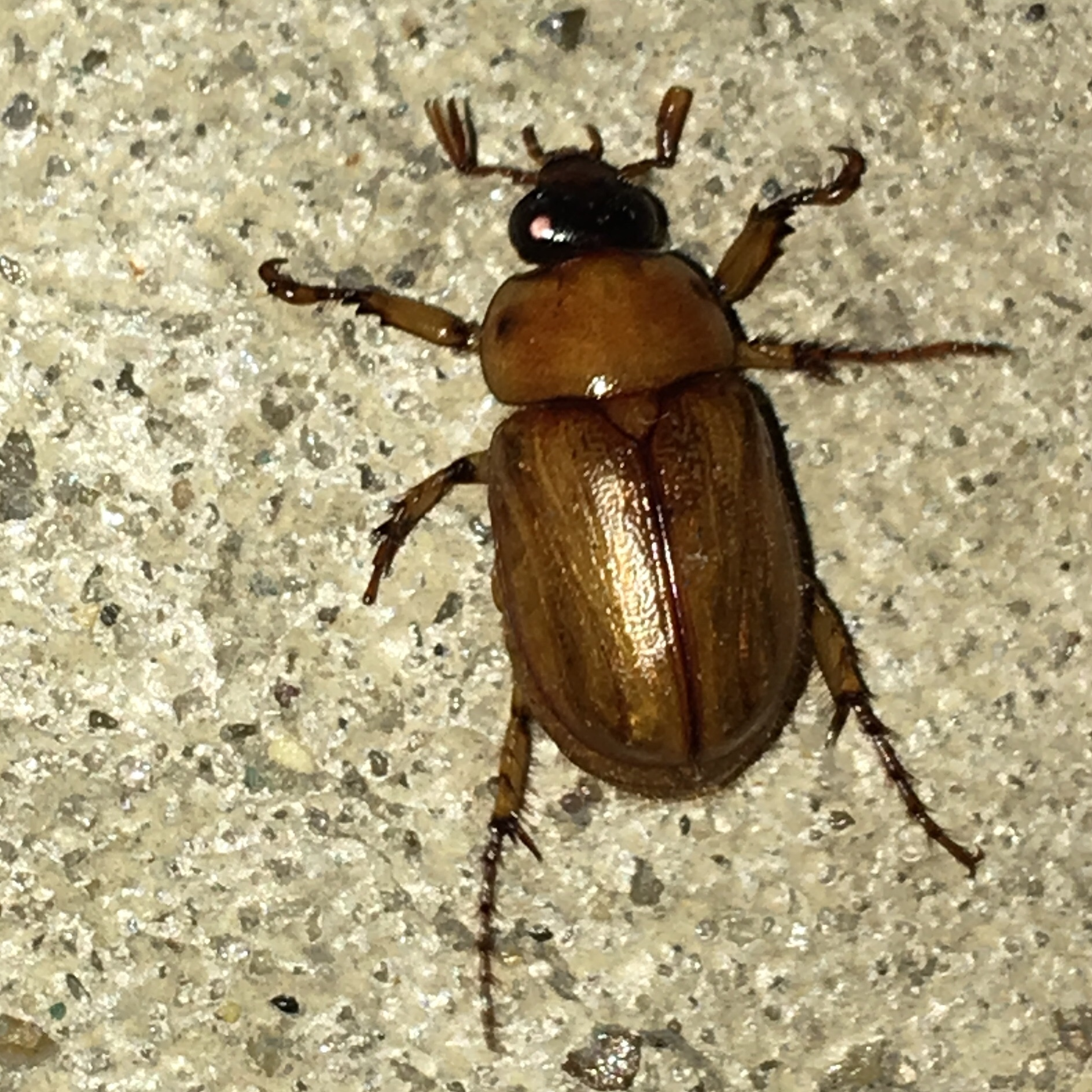
Vrubounovitý brouk rodu Cyclocephala

## Taxonomie
Rod Astrocaryum je v rámci čeledi Arecaceae řazen do podčeledi Arecoideae, tribu Cocoseae a subtribu Bactridinae. Mezi blízce příbuzné rody náleží Acrocomia (9 druhů), Aiphanes (38), Bactris (77) a Desmoncus (24 druhů), všechny rozšířené výhradně v Latinské Americe.

## Zástupci
- hvězdora obecná (Astrocaryum vulgare)[9]

## Význam

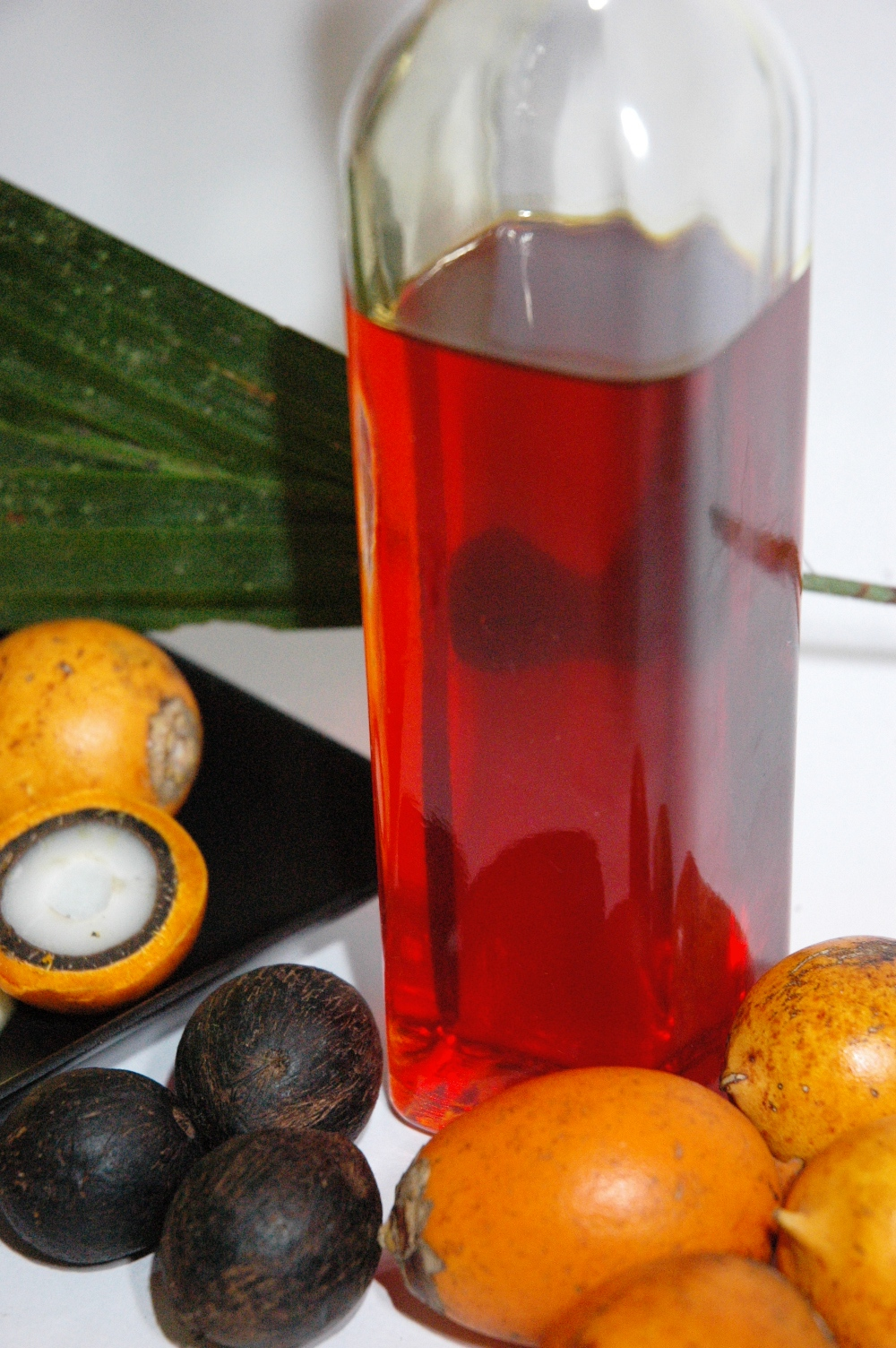
Olej z plodů Astrocaryum aculeatum

Hvězdory mají zásadní význam pro amazonské indiánské kmeny zejména jako zdroj potravy. Domorodci plody sbírají buď přímo v pralese, nebo si tyto palmy vysazují u domů, v zahradách a poblíž sídel. Využívána je takto celá řada druhů, jmenovitě zejména hvězdora obecná (Astrocaryum vulgare) a druhy Astrocaryum acaule, A. aculeatum, A. chambira, A. gynacanthum, A. jauari a A. murumuru. Plody A. aculeatum se obtížně sklízejí, protože palma má vysoký, štíhlý a silně otrněný kmen. Domorodé děti proto plody sestřelují prakem.
Jedlá jsou rovněž semena a velmi mladá, rozvíjející se květenství Astrocaryum mexicanum. Plody bývají využívány i jako krmivo pro domácí zvířata, plody Astrocaryum jauari používají domorodci i jako návnadu do pastí na ryby.
Z jader plodů hvězdory obecné je získáván kvalitní jemný olej, používaný zejména v gastronomii a k výrobě mýdla. Olej se získává také z plodů A. aculeatum a A. murumuru. Semena posledně zmíněného druhu jej obsahují asi 30 %.
Růstový vrchol řady druhů poskytuje palmové zelí.
Z pokožky listů hvězdory obecné získávají jihoameričtí Indiáni vlákno, které využívají jako důležitou surovinu k výrobě rohoží, klobouků, houpacích sítí, rybářských šňůr a sítí. Rovněž ještě nerozvinuté listy Astrocaryum chambira poskytují domorodcům vlákna k výrobě rybářských šňůr, hamak a nůší.
V domorodé medicíně jsou tyto palmy využívány jen okrajově. Kořeny hvězdory obecné slouží k léčení pohlavních chorob, plody se podávají při kolice a bolestech břicha, olej z plodů sa aplikuje na revma.
Jako okrasné palmy se pěstují vzhledem k nebezpečnému otrnění jen zřídka. S druhem Astrocaryum alatum se lze setkat ve sklenících některých českých botanických zahrad.

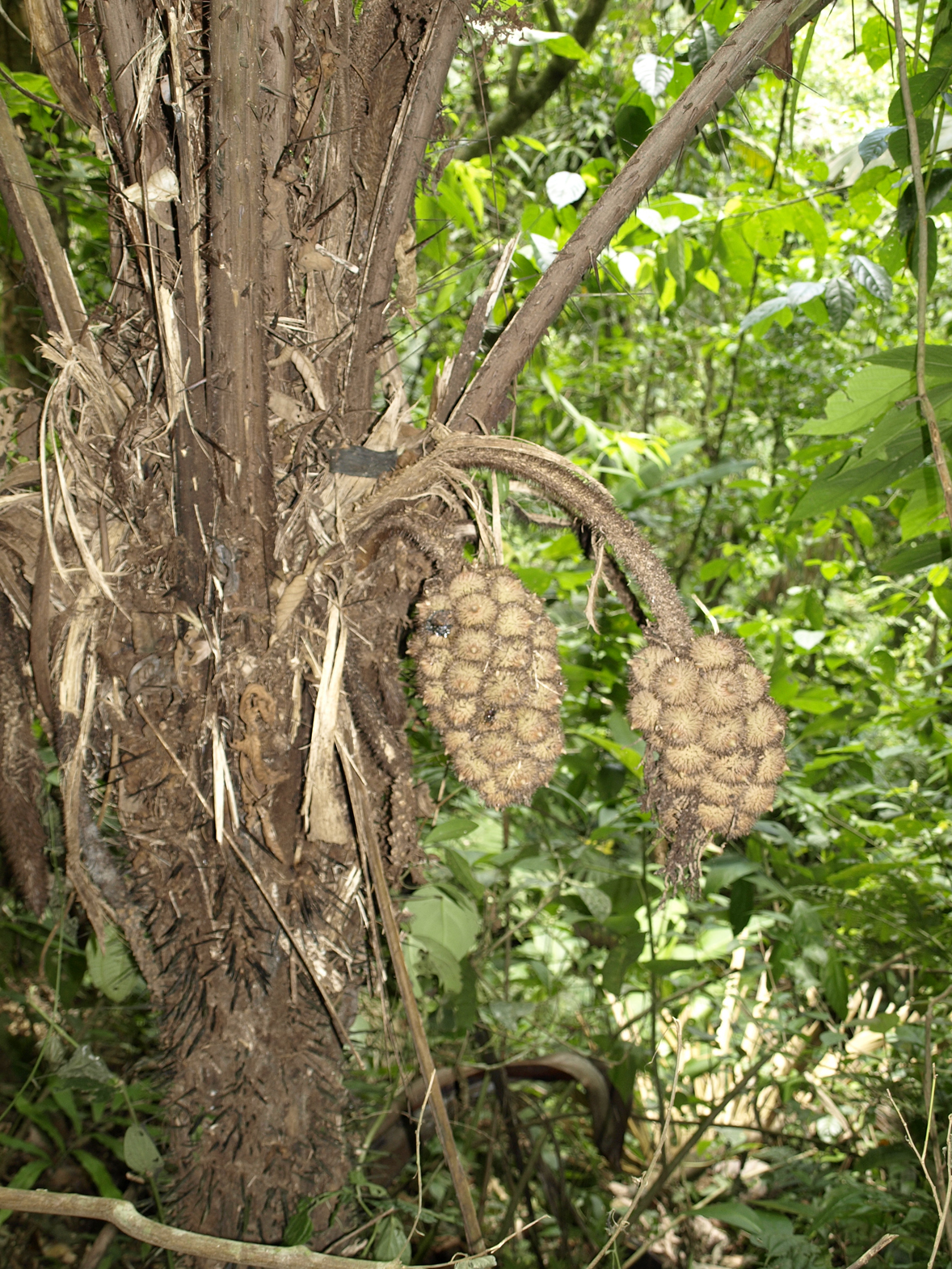
Plodenství Astrocaryum alatum
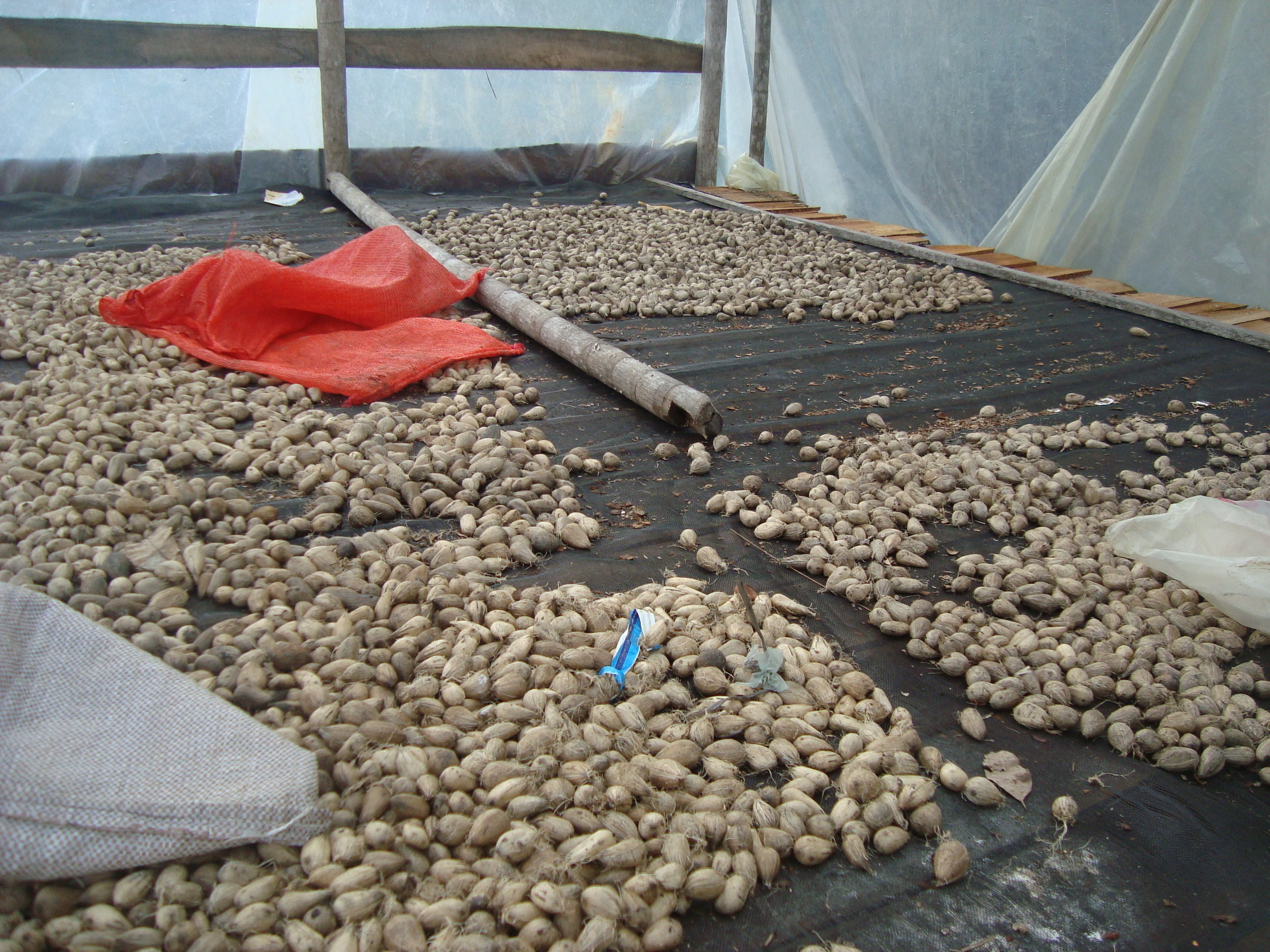
Sklizené plody Astrocaryum murumuru
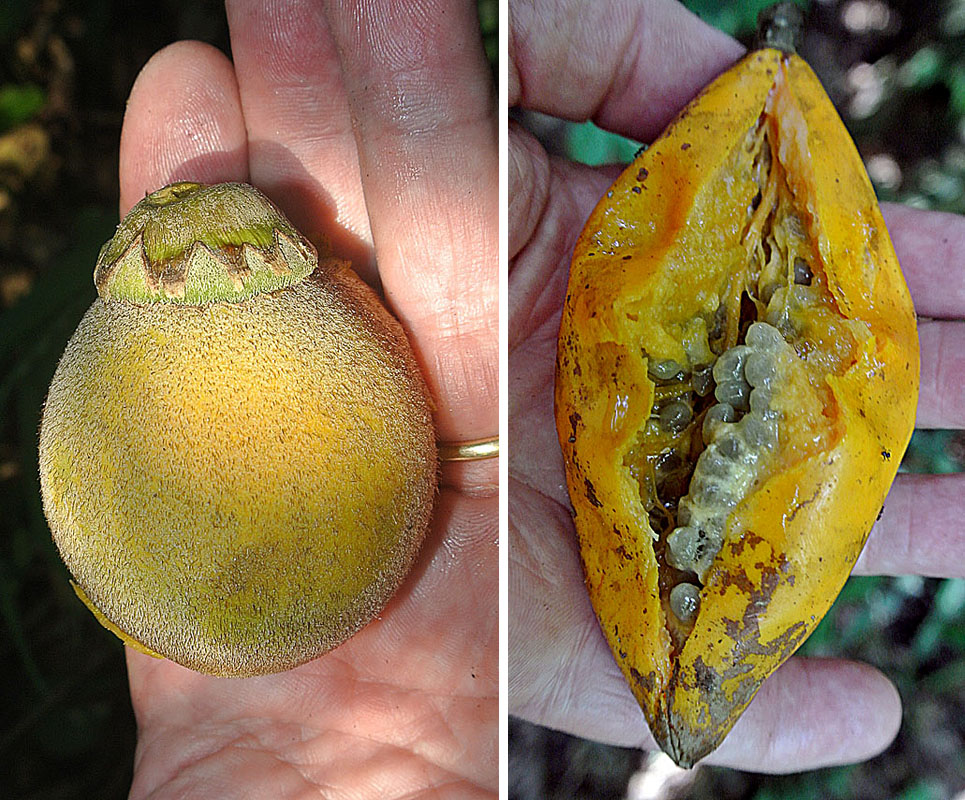
Plod Astrocaryum chambira
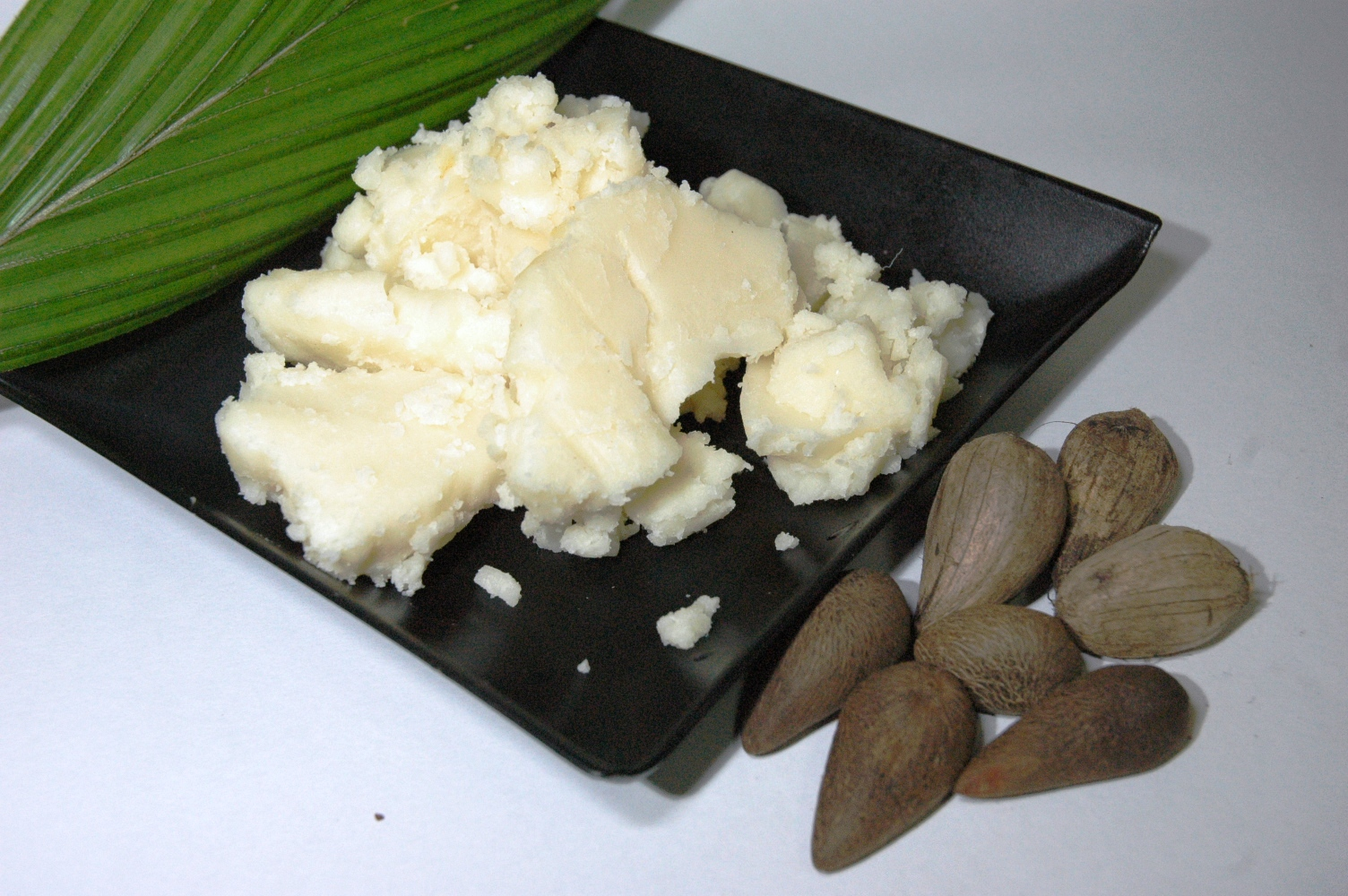
Tuk z plodů Astrocaryum murumuru